# The Wettest County in the World
The Wettest County in the World de 2008 é um romance escrito por Matt Bondurant, neto de um dos personagens principais do romance. O livro conta a história de uma família de três irmãos. O romance é contada de ambas as perspectivas dos três irmãos Bondurant, focalizando principalmente o mais jovem, Jack, que batizou Franklin County, Virgínia , como o melhor lugar do mundo.

## Adaptação para o cinema
Foi feito uma adaptação para o cinema, com roteiro de Nick Cave e John Hillcoat dirigindo o longa. Foi lançado em 31 de agosto de 2012 nos Estados Unidos e 12 de outubro de 2012 no Brasil. O filme é estrelado por Shia LaBeouf, Tom Hardy e Jason Clarke como os três irmãos Bondurant.